# Rileyiana
Rileyiana là một chi bướm đêm thuộc họ Noctuidae.

## Loài
- Rileyiana fovea (Treitschke, 1825)